# Зеленина, Маргарита Николаевна
Маргари́та Никола́евна Зеле́нина (1877, июль, Москва — 1965, там же) — переводчица, автор воспоминаний.

## Биография
Отец — Николай Петрович Шубинский. Мать — актриса Мария Ермолова.
Жила в Москве, с матерью. В советское время стала хранительницей Дома Ермоловой на Тверском бульваре, 11. В архиве Московской области хранится постановление Мособлисполкома № 43 от 16.03.1930 г. «О закреплении за гр. Зелениной М. Н. (дочь арт. Ермоловой) жилплощади по Тверскому бул.,11»; заведовала музеем М. Ермоловой. Член Московского общества драматических писателей.
Занималась переводами пьес. Автор стихотворений в прозе. Оставила мемуарные свидетельства о матери о отце, записи со спектаклей, характеристики быта семьи.

## Семья
- Муж (1899—1914) — тюремный врач Василий Яковлевич Зеленин (1868 —  ок.1920), был мобилизован в Красную Армию, заразился сыпным тифом и умер[4].
- Сын — психиатр Николай Васильевич Зеленин (1900 — 25.02.1942, Ленинград), ученик В. П. Бехтерева. Работал в психиатрической колонии под Псковом, затем в психоневрологическом институте в Ленинграде. Умер от голода в блокадном Ленинграде.
- Близкая подруга Татьяны Щепкиной-Куперник[5], давшей ей характеристику в книге воспоминаний[6]. В РГАЛИ — письма Зелениной к Щепкиной-Куперник.
- Член семьи — Леонид Борисович Дмитриев (1917—1986), певец, профессор, исследователь вокального искусства.

## Сочинения
- Высокий строй души: К 125-летию со дня рождения М. Н. Ермоловой: [Из воспоминаний современников] /Публ. И. Родионовой // Театр. 1978. № 8.
- Воспоминания об А. П. Чехове // Вопросы литературы. 1980. № 1.
- Из воспоминаний / Публ. и коммент. С. Меркиной и М. Варламовой // Театр. 1983. № 9. С. 15 — 19.
- Пикар А. Беглянка. М.,1916. Перевод, совм. с Л. А. Добровой
- Архив — РГАЛИ. Ф.571. Оп.1.